# Intermédiaire en opérations de banque et en services de paiement
Pour les articles homonymes, voir IOB.
Un intermédiaire en opérations de banque et en services de paiement (IOBSP, souvent abrégé en IOB) est un professionnel bancaire qui met en rapport deux parties intéressées à la conclusion d'une opération de banque. En France, la profession d'intermédiaire bancaire est réglementée par le Code monétaire et financier. Les courtiers en crédits, bien connus en crédit immobilier présentent la forme la plus répandue des IOBSP. Le 10 avril 2024 est proposée en France une journée nationale du courtage en crédit.

## L'intermédiaire en opérations de banque ou intermédiaire bancaire

### Définitions juridiques
Un IOBSP commercialise des opérations de banque : crédits, dépôts ou services de paiement.
Son statut est posé par l'article L. 519-1 du Code monétaire et financier (modifié par la Loi no 2010-1249 du 22 octobre 2010), dans son article 36 et par l'ordonnance 2016-351 du 25 mars 2016 : 
"L'intermédiation en opérations de banque et en services de paiement est l'activité qui consiste à présenter, proposer ou aider à la conclusion des opérations de banque ou des services de paiement ou à effectuer tous travaux et conseils préparatoires à leur réalisation."
Est intermédiaire en opérations de banque et en services de paiement toute personne qui exerce, à titre habituel, contre une rémunération ou toute autre forme d'avantage économique, l'intermédiation en opérations de banque et en services de paiement, sans se porter ducroire"
Selon l'article R. 519-1 du même Code monétaire et financier :
"Pour l'application de l'article L. 519-1, sont considérés comme présentation, proposition ou aide à la conclusion d'une opération de banque ou à la fourniture d'un service de paiement le fait pour toute personne de solliciter ou de recueillir l'accord du client sur l'opération de banque ou le service de paiement ou d'exposer oralement ou par écrit à un client potentiel les modalités d'une opération de banque ou d'un service de paiement, en vue de sa réalisation ou de sa fourniture."
Enfin, l'article R 519-4 du Code monétaire et financier (décret no 2012-101 du 26 janvier 2012 : article 1) créée quatre catégories d'IOBSP :
- Catégorie des courtiers (mandat donné par le Client) ;
- Catégorie des mandataires d'un seul établissement bancaire (exclusifs) ;
- Catégorie des mandataires non exclusifs d'établissements bancaires ;
- Catégorie des mandataires des catégories précédentes d'IOB.

Article R 519-4 du CMF :
"I. ― Les intermédiaires en opérations de banque et en services de paiement mentionnés à l'article L. 519-1 comprennent les catégories suivantes : 
1° Les courtiers en opérations de banque et en services de paiement, immatriculés au registre du commerce et des sociétés pour l'activité de courtage en opérations de banque et en services de paiement, qui exercent l'intermédiation en vertu d'un mandat du client, à l'exclusion de tout mandat d'un établissement de crédit ou d'un établissement de paiement, et qui ne sont pas soumis à une obligation contractuelle de travailler exclusivement avec un établissement de crédit ou un établissement de paiement. 
Les ressortissants d'autres États membres de l'Union européenne ou d'États parties à l'Espace économique européen exerçant une activité de courtage en opérations de banques et en services de paiement ne sont pas soumis à la condition d'immatriculation prévue ci-dessus, mais effectuant une déclaration d'exercice professionnel selon des modalités fixées par arrêté du ministre chargé de l'économie ; 
2° Les mandataires exclusifs en opérations de banque et en services de paiement, qui exercent l'intermédiation en vertu d'un mandat d'un établissement de crédit ou d'un établissement de paiement et qui sont soumis à une obligation contractuelle de travailler exclusivement avec l'un de ces établissements pour une catégorie déterminée d'opérations de banque ou de services de paiement ; 
3° Les mandataires en opérations de banque et ayant un service de paiement qui exercent l'intermédiation en vertu d'un ou plusieurs mandats non exclusifs délivrés par un ou plusieurs établissements de crédit ou établissements de paiement ; 
4° Les mandataires d'intermédiaires en opérations de banque et en services de paiement, qui exercent l'intermédiation en vertu de mandats des personnes mentionnées aux 1°, 2° ou 3°."

### Fonctions et activités
Leurs prestations s'exercent dans tous les domaines de l'intermédiation bancaire et financière : crédits immobiliers, professionnels, à la consommation, assurances dommages de toutes natures (particuliers ou professionnels), services de paiements, notamment.
Les IOBSP constituent, pour ces domaines, les équivalents des conseillers en gestion de patrimoine ou des conseillers en investissements financiers, dans le domaine de l'épargne. Ils sont les intermédiaires patrimoniaux des clients, pour le passif et l'assurance des patrimoines, comme les CGP et CIF le sont pour l'actif du patrimoine.

### Marché de l'intermédiation bancaire
(décembre 2015).
La réglementation bancaire et financière contribue également à la transformation des relations entre les banques et leurs clients, notamment, sous l’effet de dispositions ciblant précisément le cadre de cette relation : initialement développées dans le domaine de la gestion de l’épargne et du patrimoine, ces mesures s’étendent activement aux autres services, comme les assurances, les comptes de dépôts, les paiements et, tout naturellement, les crédits. La politique européenne des services financiers est, à cet égard, déterminante, avec les contributions actives des membres de l’Union européenne. Dans tous les domaines, de plus en plus chaque jour, s’installe la séparation de l’activité de production et de gestion des risques, de celle de la relation client et de la distribution des services financiers. La facilitation de la mobilité bancaire est l’une des illustrations parlantes de cette politique. L’intermédiaire devient aussi un appui.
Pour certains, la mise en place d'une obligation de justification de capacité professionnelle, pour contraignante qu'elle soit, a favorisé la création d'un marché de l'intermédiation bancaire en renforçant au passage la confiance entre les IOBSP et les clients à la recherche de crédits ou d'assurance.
Pour d'autres, les banques et les compagnies d'assurances n'auraient pas besoin d'intermédiaires entre elles et leurs clients.
De fait, la mise en place d'une obligation de conseil spécifique aux Courtiers en crédits (article R. 519-28 du Code monétaire et financier), avec les autres obligations nouvelles posées par ce même Code depuis 2013, confère aux Intermédiaires en Opérations de Banque et Services de Paiement un cadre juridique et réglementaire au régime spécifique. 
Ce schéma pose de manière claire les bases d'un droit de la distribution bancaire, branche nouvelle dédiée à la commercialisation des services bancaires : crédits, paiements, réception de fonds du public. Au carrefour du droit bancaire et du droit de la consommation, ce nouveau champ juridique touche les Intermédiaires bancaires, mais également tous les distributeurs bancaires, y compris d'agences,.
Les fortes transformations dans l’usage des services bancaires et assurantiels se traduisent par l'évolution notable de la réglementation des IOBSP, étoffée et clarifiée, en faveur de la protection des consommateurs. La compréhension et le respect des intérêts des clients sont au cœur de la relation d'intermédiation de l'IOBSP entre le client et la banque.
En effet, les évolutions de la relation banque-client renforcent le rôle des IOB dans la distribution des produits et services bancaires. La place prise par les différents modes de contact avec les producteurs de services financiers et assurantiels –internet au premier plan-, tout comme leur nombre et leur variété, les combinaisons qu’ils permettent entre eux, fragmentent le contact et disperse, pour les producteurs, la relation avec chaque client. Les clients maîtrisent davantage la relation avec les concepteurs de produits et services financiers. L’expression de leurs besoins devient, de la sorte, plus diffuse et plus complexe à saisir. L’intermédiaire devient alors un atout.
Le marché du courtage en crédits et de l'intermédiation bancaire s'organise autour enseignes, nationales ou régionales, mais également d'IOBSP indépendants ; son évolution est marquée par la constitution progressive de groupes de distribution bancaire de grandes tailles.
Depuis 2013, les intermédiaires bancaires se dotent ainsi de réseaux d'agences.
L’ensemble de ces évolutions se produit au bénéfice des clients comme au bénéfice des banques et des compagnies d’assurances.
Le recours à l'intermédiation professionnelle que représente les IOBSP est croissant, en France comme en Europe. 
Selon le rapport annuel 2020 de l'ORIAS, les IOBSP seraient 67 572, en augmentation de 5%. 60% des IOBSP travaillent dans le domaine de l'assurance et le reste dans les autres services financiers.
Par exemple, un concessionnaire en automobiles qui propose un crédit en accessoire d'une vente est un IOB.
La part des IOBSP dans la distribution des crédits est évalué, en France, à près d'un quart des opérations aux particuliers, par exemple. Il connaît des niveaux plus élevés chez certains voisins européens. Les facteurs d'évolution structurelle de l'intermédiation bancaire, ainsi que de réglementation renforcée, notamment, en matière d'exigence de formation, mentionnés ci-dessus, devraient pousser cette intermédiation bancaire à poursuivre sa croissance, ces prochaines années.
C'est finalement la protection des clients, le renforcement des compétences des professionnels et la grande précision donnée au processus de vente qui sont au cœur de cette évolution. 
En effet, ce sont bien les clients eux-mêmes qui choisissent, aujourd'hui, les modes d'accès aux produits bancaires. Ils souhaitent mieux comprendre leurs usages, leurs prix et leurs risques.
Il est clair que leur protection et le besoin croissant de conseils favorisent l'action des IOBSP.

## Conditions d'accès à la profession
Pour pouvoir exercer, l'IOBSP doit principalement :
- détenir une compétence professionnelle spécifique,
- s'assurer contre les conséquences financières de ses fautes professionnelles, au moyen d'une assurance de responsabilité civile professionnelle,
- ne pas présenter de condamnation pénale, qualité qui exprime son honorabilité,
- adhérer à une association professionnelle agréé de courtiers, s'il exerce dans cette catégorie,
- s'immatriculer au registre national unique des intermédiaires en banque, assurance, finance, tenu par l'ORIAS.

### Obligation de compétence professionnelle
L’accès et l’exercice du métier d'IOBSP est, depuis le 15 janvier 2013, régi et encadré par le code monétaire et financier (intégrant le Décret 2012-101 du 26 janvier 2012). 
Les justificatifs de compétence professionnelle sont déterminés notamment selon les catégories d'IOB. Quatre catégories d’IOB sont définies par la Réglementation (article R. 519-4 du Code monétaire et financier) : catégorie 1 (art. R. 519-8 du CMF) : les courtiers, mandataires des seuls Clients ; catégorie 2 (art. R. 519-9 du CMF) : les mandataires exclusifs d’une banque ; catégorie 3 (art. R.  519-10 du CMF) : les mandataires multiples de banques et catégorie 4 (art. R.  191-10 du CMF) : les mandataires d’IOB relevant de l’une de ces trois précédentes catégories. 
La configuration du contrat de mandat constitue le critère déterminant pour chaque catégorie.
Chaque IOBSP, quelle que soit sa catégorie, doit remplir des obligations : immatriculation au Registre unique (article L. 546-1), assurance couvrant la responsabilité civile, souscription d’une garantie financière, application de principes de pratique professionnelle (« bonne conduite », renforcés pour les Courtiers) et justification de compétence professionnelle. 
La compétence professionnelle passe principalement par une obligation de formation, elle-même source de sécurité pour les consommateurs. Les critères de compétence professionnelle varient selon la catégorie d’IOB concernée. Si l’expérience professionnelle peut, sous certaines conditions, permettre la justification des compétences, elle doit inclure le suivi d’un programme de formation et la validation de cette formation par une attestation de réussite.  La formation professionnelle et les conditions de délivrance de l’attestation sont précisées par l’Arrêté Ministériel du 4 avril 2012 (référence : EFIT1207389A), modifié par celui du 18 juillet 2022. Trois niveaux de formation sont prescrits : niveau 1 pour les IOBSP tels que les courtiers ; niveau 2 pour certains IOBSP et niveau 3 pour les IOBSP à titre accessoire.
Ces dispositions visent à donner aux IOBSP les connaissances fondamentales en matière juridique, économique et financière.
Elles sont donc entrées en vigueur le 15 janvier 2013, lorsque l'immatriculation des IOBSP au registre national unique des intermédiaires est devenue obligatoire.

#### Organismes de formation professionnelle des intermédiaires en opérations de banque
Depuis le 1er janvier 2013 (application effective au 15 janvier 2013), tous les IOBSP doivent détenir une attestation de compétence professionnelle. Celle-ci est obligatoire pour que l'IOB puisse obtenir son immatriculation au Registre des Intermédiaires tenu par l'ORIAS, condition requise pour exercer l'activité d'intermédiaire en opérations de banque et services de paiement.
Cette demande d'immatriculation initiale devait être faite avant le 15 avril 2013, les réponses étant données jusqu'au 15 juin 2013 (les IOBSP ayant déposé leurs demandes avant le 15 avril 2013 étant reconnus dans une démarche conforme).
De nouveaux organismes de formation sont apparus, à cet effet, pour dispenser la formation bancaire spécifique prévue pour les IOBSP. Outre leurs sites directs, ils sont recensés par  quelques portails et par les sites des associations professionnelles de courtiers.
Ces organismes délivrent, selon leurs propres modalités pédagogiques :
- des supports de formation conformes au programme prévu par Arrêté,
- un livret de stage individuel retraçant les heures effectuées,
- une attestation de compétence, à la suite d'un QCM de contrôle des connaissances.

La formation bancaire professionnelle constitue un facteur de protection des clients qui s'adressent à des intermédiaires bancaires, notamment à des courtiers en crédits.

### Obligation de souscrire une assurance de responsabilité civile professionnelle
L'IOBSP couvre, au moyen d'une telle assurance, les conséquences financières possibles de ses éventuelles fautes civiles.

### Condition d'honorabilité
Celle-ci se déduit de l'absence de toute condamnation pénale grave, dont la liste est donnée par le code monétaire et financier. Elle se prouve par l'extrait de casier judiciaire.
L'exercice des professions bancaires et financières suppose de présenter, en permanence, cette condition d'honorabilité.

### Obligation d'immatriculation au registre national unique des intermédiaires
Tout intermédiaire, dont font partie les IOBSP, est immatriculé au registre national, tenu par l'ORIAS.
Les conditions d'accès doivent être justifiées auprès de l'organisme teneur du registre, afin de permettre l'immatriculation (ou enregistrement). Celui-ci n'est juridiquement pas un agrément.
L'accès au registre est public, permettant le contrôle effectif du droit de l'intermédiaire bancaire à pratiquer ses activités.

### Autres conditions d'accès
Lorsque l'IOBSP manie des fonds, il souscrit une assurance particulière, en cas de perte ou de fraude : la garantie financière. En pratique, peu d'IOBSP manient des fonds pour le compte de leurs clients.
Les courtiers sont tenus d'adhérer à une association professionnelle agréée de courtiers.

## Conditions d'exercice de la profession
Outre le respect permanent des conditions d'accès à la profession (cf supra), l'IOBSP doit exercer ses activités en appliquant des conditions à cet effet ; ce sont des règles dites "de bonne conduite". L'intermédiaire bancaire doit, notamment, délivrer à chaque client une série d'obligations particulières ; celles-ci varient selon les opérations de banque commercialisées.

### Règles de bonne conduite
Les intermédiaires en opérations de banque et en services de paiement ont l'obligation de se comporter d'une manière "honnête, équitable, transparente et professionnelle en tenant compte des droits et des intérêts des clients, y compris des clients potentiels", selon les termes de l'article L. 519-4-1 du Code monétaire et financier.
Pour atteindre ces objectifs juridiques, ces intermédiaires bancaires sont tenus au respect de règles de bonne conduite fixées par les articles R. 519-19 à R. 519-31 du Code monétaire et financier.

### Devoir de conseil du courtier-IOBSP
Alors qu'un devoir de conseil s'est mis en place, depuis 2013, pour le courtier en crédit, le vendeur bancaire exerçant en agence directe d'établissement de crédit, tel qu'une banque, n'a aucune obligation de conseil en crédit. Il délivre le devoir de mise en garde en crédit.
L'intermédiaire bancaire pratiquant comme courtier en crédit est soumis à des règles de bonne conduite supplémentaires (art. R. 519-27 à R. 519-31 du Code monétaire et financier). Le conseil en crédit découle de ces dispositions,.
En 2015, les premiers enseignements de jurisprudence commencent à illustrer l'application du devoir de conseil du courtier en crédits.